# Winthrop (Washington)
Winthrop è un comune degli Stati Uniti d'America, situato nello Stato di Washington, nella Contea di Okanogan.